# Sudamérica Rugby Sevens 2018
El Sudamérica Rugby Sevens del 2018 fue la cuarta serie de torneos de selecciones de rugby 7 organizada por Sudamérica Rugby y constó de dos etapas, Punta del Este en Uruguay y Viña del Mar en Chile.
Este año se amplió a 12 la cantidad de participantes, de los cuales 3 eran invitados de Europa, 2 de América del Norte y 1 de África. Sin embargo sólo los sudamericanos, a excepción de Argentina, lucharon por la clasificación a distintos torneos internacionales.

## Itinerario
| Itinerario de la temporada 2018 | Itinerario de la temporada 2018 | Itinerario de la temporada 2018            | Itinerario de la temporada 2018 | Itinerario de la temporada 2018 |
| Seven                           | Año                             | Sede                                       | Fecha                           | Ganador                         |
| ------------------------------- | ------------------------------- | ------------------------------------------ | ------------------------------- | ------------------------------- |
| Seven de Punta del Este         | 2018                            | Estadio Domingo Burgueño Miguel, Maldonado | 6 y 7 de enero de 2018          | Sudáfrica                       |
| Seven de Viña del Mar           | 2018                            | The Mackay School, Viña del Mar            | 13 y 14 de enero de 2018        | Sudáfrica                       |

## Posiciones
| Pos | Selección      | Criterio                                |
| --- | -------------- | --------------------------------------- |
| 1   | Sudáfrica      | 1º Serie Mundial 2016-17                |
| 2   | Estados Unidos | 5º Serie Mundial 2016-17                |
| 3   | Canadá         | 8º Serie Mundial 2016-17                |
| 4   | Argentina      | 9º Serie Mundial 2016-17                |
| 5   | Francia        | 11º Serie Mundial 2016-17               |
| 6   | Alemania       | 2º Clasificatorio Serie Mundial 2017-18 |
| 7   | Chile          | 3º Clasificatorio Serie Mundial 2017-18 |
| 8   | Uruguay        | 5º Clasificatorio Serie Mundial 2017-18 |
| 9   | Irlanda        | 2º Sevens Grand Prix Series 2017        |
| 10  | Colombia       | 7º SAR Sevens 2017                      |
| 11  | Brasil         | 8º SAR Sevens 2017                      |
| 12  | Paraguay       | 2º Juegos Bolivarianos 2017             |

| Pos | Selección      | Punta del Este | Viña del Mar | Total |
| --- | -------------- | -------------- | ------------ | ----- |
| 1   | Sudáfrica      | 22             | 22           | 44    |
| 2   | Francia        | 17             | 19           | 36    |
| 3   | Uruguay        | 15             | 15           | 30    |
| 4   | Chile          | 19             | 8            | 27    |
| 5   | Irlanda        | 8              | 17           | 25    |
| 6   | Alemania       | 12             | 10           | 22    |
| 7   | Argentina      | 7              | 12           | 19    |
| 8   | Brasil         | 10             | 7            | 17    |
| 9   | Estados Unidos | 3              | 5            | 8     |
| 10  | Colombia       | 5              | 3            | 8     |
| 11  | Canadá         | 2              | 2            | 4     |
| 12  | Paraguay       | 1              | 1            | 2     |

|  | Selecciones invitadas |